# 메이크어위시 재단

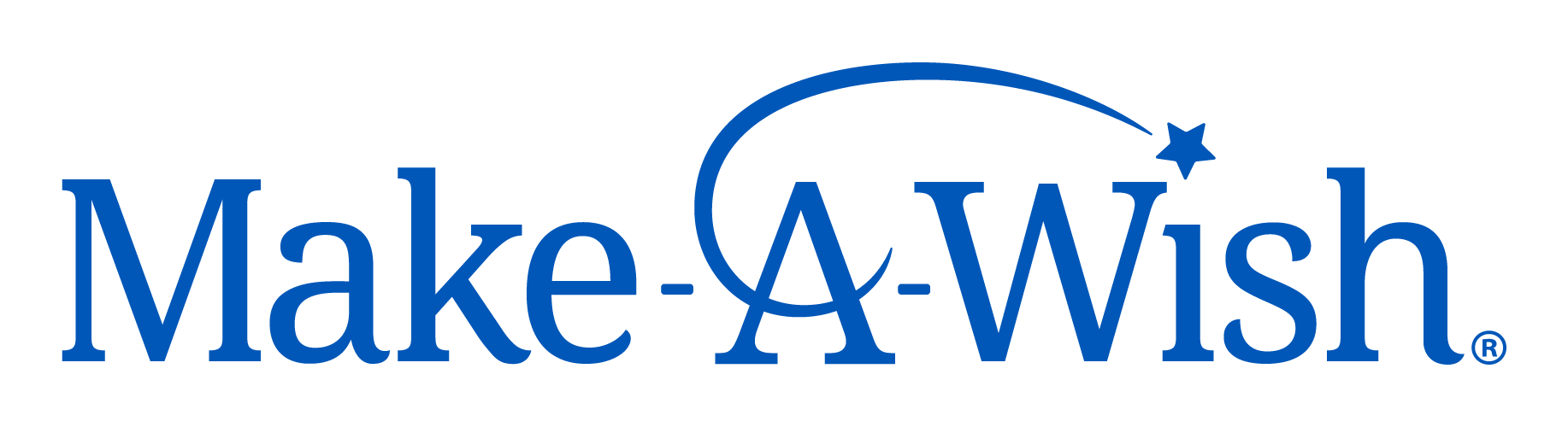

메이크어위시 재단(Make-A-Wish Foundation)은 소아암, 백혈병 등 난치병 어린이들의 소원을 들어주는 소원성취기관으로, 전 세계 39개 지부가 50개 국에 설립되어 있다. 메이크어위시는 1980년 미국 애리조나주(Arizona)에서 백혈병으로 투병하고 있던 경찰관이 꿈인 일곱살의 크리스 그레이셔스가 아리조나 주 경찰의 도움으로 일일 명예 경찰관이 되어 특별히 제작된 제복을 입고 경찰 오토바이와 헬기를 타고 순찰을 도는 등 일일 체험을 통해 소원을 성취한 후 3일만에 세상을 떠난 것에서 시작되었다. 크리스의 부모님과 주변의 자원봉사자들이 주축이 되어 소원성취사업을 전개, 메이크어위시 재단이 창립되었다. 전 세계적으로 50만명 이상 난치병 아동의 소원을 이루어 준 세계 최대의 소원성취 전문기관이다.

## 메이크어위시 한국지부
메이크어위시 한국지부는 2002년 세계에서 26번째로 설립 되었으며, 현재 서울특별시 역삼동 푸르덴셜 타워에 위치하는 국내 유일의 난치병 어린이들을 위한 전문 소원성취사업 기구이다. 매년 350명 정도의 난치병 어린이들의 소원을 들어주고 있으며, 사업보고서에 따르면 2018년에 소원성취 305명, 자원봉사자 1,968명이 활동하였다고 기록되어 있다.

### 메이크어위시 한국지부 연혁
2002년
- 11월 한국 메이크어위시 재단 창립 발기인 대회
- 12월 메이크어위시 재단 국제본부 한국 지부 설립 가 승인

2003년 소원성취 26명, 자원봉사자 70명 활동
- 1월 첫 번째 소원성취 아동 손동환 위시키드탄생, KBS2TV 설특집<<소원이있어요>> 방영
- 4월 재단소식지 <소원별이야기> 창간호 발행
- 12월 문화관광부 한국 메이크어위시 재단 설립 승인, 황우진 초대 이사장 취임

2004년 소원성취 49명, 자원봉사자 91명 활동
- 1월 자원봉사단 발대식 진행
- 2월 푸르덴셜생명보험(주)임직원봉사활동 시작
- 3월 MBC <<포토에세이 사람>> 방영
- 4월 메이크어위시 재단 국제본부 한국지부 정식 승인
- 5월 자선골프대회 실시
- 6월 자원봉사단 워크샙 진향
- 12월 '1°C 따뜻한 세상만들기' 연말 캠페인 네이버와 진행

2005년 소원성취 105명, 자원봉사자 294명 활동
- 1월 자원봉사단 발대식 진행 , 영화 배우 김태희 홍보대사 위촉
- 3월 푸르덴셜생명보험(주) 전직원 급여 우수리 후원 시작
- 5월 KBS2 TV '세상의 아침' 12회 정기 방영 시작, 위시가족 초청 <<안녕 형아>> 시사회 진행, LG전자 후원 및 봉사활동
- 7월 사회복지학과 및 아동복지학과 실습생 지도 시작
- 8월 위시 가족 초청 <<월트 디즈니 아이스쇼>> 관람
- 9월 자원봉사단 체육대회
- 11월 가수 전혜빈 홍보대사 위촉,'소원별 크리스마스 캠페인' 싸이월드 및 GS 홈쇼핑과 진행
- 12월 MBC TV 희망채널 <<더불어 좋은세상>> 6회 방영 시작

2006년 소원성취 203명, 자원봉사자 1008명 활동
- 1월 자원봉사단 발대식 '희망의 밤' 진행, LG 텔레콤 '소원별' 모바일 캠페인 진행
- 3월 수도권 지역 병원 의료사회복지사 간담회 시작
- 4월 동아일보와 '꿈은 이루어진다' 캠페인 진행
- 5월 어린이날 파티 3회 진행
- 6월 (주)ADT캡스 후원 및 전국 지점 봉사활동
- 9월 전국 자원봉사단 워크샵 진행
- 11월 KBS2 TV '피플 세상속으로' 방송
- 12월 영화배우 권상우 홍보대사 위촉,'소원별' 캠페인 엠파스와 진행, '성탄절 병원 파티' 진행

2007년 소원성취 234명, 자원봉사자 780명 활동
- 1월 자원봉사단 발대식 '희망의 밤' 진행
- 3월 병원학교 풍선교실 시작
- 4월 삼성전자 반도체 총괄 후원 및 봉사활동 시작
- 5월 어린이날 파티 4회 진행
- 6월 제1회 제주 희망나눔캠프 진행, 배재국 위시키드와 아버지 부산에서 서울까지 '희망의 국토 대장정' 진행
- 9월 월간 <<e-news letter>> 발행 시작
- 11월 모토로라 위시컴트루폰 발매
- 12월 '성탄절 병원 파티' 3회 진행

2008년 소원성취 316명, 자원봉사자 1200명 활동
- 1월 자원봉사단 발대식' 희망의 밤' 진행, 창립 5주년 기념 '제 1회 소원별 글그림 공모전' 진행
- 2월 축구 선수 베컴 만남 소원성취 진행, 탤런트 강석우, 유지인 후원 회장 위촉
- 3월 CJ 홈쇼핑 모금 방송 시작
- 5월 어린이날 기념 병원파티 4회 진행
- 6월 위시엔젤 2기 봉사단 교육 및 발대식 진행, 메이크어위시 국제본부 존스테트너 총재 방문
- 7월 골프 선수 박인비 홍보대사 위촉식 진행
- 8월 첫 번째 해외소원성취 '변수용 위시키드 북경 올림픽 참관' 진행
- 9월 한국 암웨이 후원 협약식 진행
- 10월 근이영양증 환아 형제 캠프 시작
- 12월 위시엔젤 3기 봉사단 교육 및 발대식 진행

2009년 소원성취 321명, 자원봉사자 1000명 활동
- 1월 자원봉사단 발대식 '희망의 밤' 진행, 제 2회 소원별 글 그림 공모전 진행, G마켓 봉사단 활동
- 3월 사이버 놀이터 'WISH' 탄생, 서울대학교 이상묵 교수 친선대사 위촉, 포스코 건설 봉사단 활동, 제2회 희망의 국토 종단 진행
- 5월 제1회 자선 프로암 골프 대회 개최, 제3회 제주 희망나눔캠프 진행
- 6월 위시엔젤 4기 봉사단 교육 및 발대식 진행
- 8월 반기문 UN 사무총장 만남 소원성취 진행
- 9월 WISH MAKERS ON CAMPUS 이벤트 진행
- 12월 위시엔젤 5기 봉사단 교육 및 발대식 진행

2010년 소원성취 306명, 자원봉사자 1,291명 활동
- 4월 제 1회 월드위시데이(World Wish Day) 진행 및 위시 앰버서더 1기 위촉
- 10월 위시키드 박은총 부자의 난치병 아동 돕기 '철인3종 경기' 진행

2011년 소원성취 320명, 자원봉사자 1,260명 활동
- 8월 난치병 아동 합창단 첫 번째 콘서트 개최

2012년 소원성취 307명, 자원봉사자 1,253명 활동
- 8월 2,000번째 위시키드 탄생 "가수 윤하를 만나고 싶어요"
- 11월 한국지부 설립 10주년 기념 콘서트

2013년 소원성취 338명, 자원봉사자 1,464명 활동
- 10월 대한의료사회복지사협회 40주년 기념 감사패 수상

2014년 소원성취 326명, 자원봉사자 1,295명 활동
2015년 소원성취 224명, 자원봉사자 1,774명 활동
- 12월 3,000번째 위시키드 탄생 "아픈 친구들을 위한 음악회를 열고 싶어요"

2016년 소원성취 350명, 자원봉사자 1,295명 활동
- 4월 'Wish 29초영화제' 개최
- 4월 메이크어위시 국제본부 2016 <Power of a Wish> 수상
- 9월 포브스 사회공헌대상 <난치병 아동 지원 부문 대상> 수상

2017년 소원성취 323명, 자원봉사자 1,324명 활동
- 11월 메이크어위시 국제본부 2017 <Innovation in Fundraising Award> 수상
- 11월 한국지부 설립 15주년 희망의 밤

2018년 소원성취 305명, 자원봉사자 1,968명
- 10월 4,000번째 위시키드 탄생 "공주가 되고 싶어요"

## 메이크어위시 한국지부 활동
메이크어위시 한국지부의 주 활동은 소원성취사업이다. 또한 소원성취사업을 위한 모금 마련을 위해 다양한 후원사업을 전개하고 있다.

### 소원성취사업
메이크어위시 한국지부의 주 사업인 소원성취사업은 재단이 규정한 난치병이나 담당의사가 진단을 한 생명을 위협하는 난치병을 앓고 있으며 다른 기관을 통해 소원을 이룬적이 없는 만 3세 ~ 18세까지의 아동 및 청소년을 소원신청의 자격 대상으로 규정하고 있다. 서류 접수 후 전화 면접을 통해 대상자를 선정하고 이후 자원봉사자들이 방문, 소원 성취 사업을 전개한다.
재단에서 규정하고 있는 소원은 크게 제한된 것은 없으나 크게 5가지로 범주화되어 나타난다. '가고 싶어요', '하고 싶어요', '갖고 싶어요', '되고 싶어요','만나고 싶어요'라는 주제 안에서 개별적인 소원이 도출된다.
소원성취사업은 자원봉사자들을 통해 이루어지고 있는데 팀으로 이루어 활동을 하고 있고 크게 4가지 유형이 있다. 먼저 연간 4명 이상의 소원성취 활동에 참여해야하며 재단의 팀 대표자회의, 친교 행사 등에 참석하게 되는 정기봉사팀이 있다. 이 팀은 사전에 프로젝트팀이나 위시엔젤봉사단에서 예비활동을 마친 후 소속될 수 있다. 프로젝트 팀은 사회인들로 구성된 팀으로 신규봉사자 교육을 받은 후 1회의 소원성취 활동을 하는 팀이다. 반면, 위시엔젤봉사단의 경우, 대학생으로 구성되며 여름 방학, 겨울 방학 기간에만 활동한다. 위시엔젤 봉사단은 2020년 여름 26기 모집을 마쳤다. 기업 봉사활동은 재단을 후원하는 기업의 직원들로 구성된 봉사팀으로 연 1회 소원성취 사업을 전개한다.
소원성취사업에 동참하여 환아들의 소원을 들어준 유명 인사들과 연예인들의 활동사례도 다양한데, 반기문 UN사무총장, 김태희, 앙드레 김 등이 대표적이다.

### 후원 사업
메이크어위시 한국지부는 개인 후원과 기업 후원, 후원 캠페인을 통해 모금을 마련하고 있다. 개인 후원의 종류는 정기 후원과 일시 후원, 특별한 날의 기쁨을 나누는 기념일 후원이 있다. 연예인, 운동선수 등 공인들의 개인 후원 역시 활발하게 나타나고 있는데 버디 적립금을 소원성취기금으로 후원한 박인비 골프선수 연예인 김태희, 윤은혜 등이 후원에 참여하였다.
기업 후원 역시 CSR 차원에서 이루어지고 있는 경우가 대부분이다. 푸르덴셜생명, 삼성전자, 현대자동차, 포스코 건설 등이 맞춤형 사회공헌활동에 초점을 두어 후원하고 있는 기업 사례이다.
다음, 동아일보 등의 경우는 미디어 공익 캠페인을 통해 다양한 소원성취 사례들을 미디어를 통해 제공하는 역할을 하고 있다. 모토로라, 바이더웨이의 경우 재단과 연계한 상품을 개발하고 이 수익금의 일부를 기부하는 프로모션 활동을 전개하는 공익 연계 마케팅을 하고 있다. 이외에도 특별 프로그램 후원, 물품 및 서비스 후원 등 다양한 기업 후원 사례가 보고되고 있다.
이 외에도 각종 이벤트를 통해 모금을 마련하고 있다. '자선골프대회'를 지속적으로 개최하여 기업인과 사회저명인사들이 골프를 통해 소원성취사업의 후원에 이바지 하는 것을 목적으로 두고 있다. 연말에는 바자회를 통하여 수익금을 소원성취 사업에 사용하고 있다.